# Bambama
Bambama – jeden z 4 dystryktów w departamencie Lékoumou w Kongu.